# Sendang (Todanan)
Sendang is een bestuurslaag in het regentschap Blora van de provincie Midden-Java, Indonesië. Sendang telt 1713 inwoners (volkstelling 2010).